# Şada
Şada è un comune dell'Azerbaigian situato nel distretto di Şahbuz.